# 肉根毛茛
肉根毛茛（学名：Ranunculus polii）又稱上海毛茛，为毛茛科毛茛属下的一个植物种。該物種主要分布于江苏、浙江、江西等地。肉根毛茛是唯二以上海命名的植物之一，另一为上海薹草。